# 다비드 시케이로스

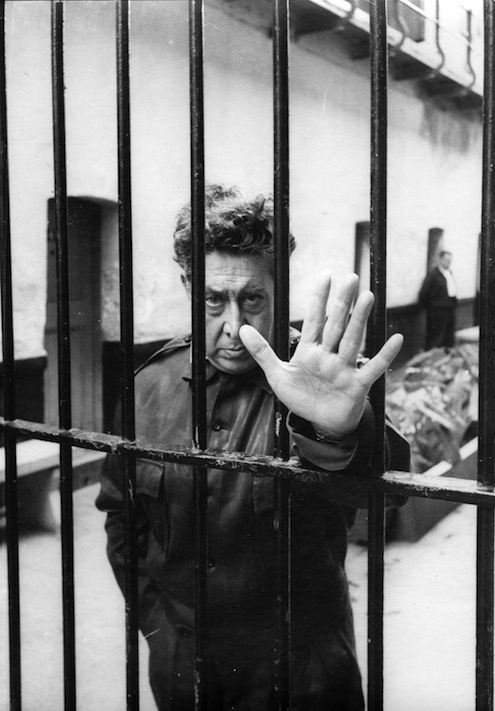

다비드 시케이로스(David Alfaro Siqueiros, 1896년 ~ 1974년) 멕시코의 화가이다. 그는 리베라와 마찬가지로 모든 계층의 사람들이 이해할 수 있는 그림을 그리려고 하였으며, 특히 회화에 대담한 혁명정신을 담고 있다. 그는 또한 새로운 공업제품인 피록실과 실리콘 등을 매개로 하는 회화의 재료를 창안하였다.

## 생애
다비드 시케이로스는 치와와에서 출생하였다. 처음 멕시코시티의 국립 미술학교에서 배웠는데 일찍부터 급진적인 사상이 영향을 받아 재학중부터 교내에서 아카데믹한 교육에 대한 반대운동을 일으켰다. 멕시코 혁명 때에는 혁명당의 디에게스 장군 휘하에 있었다. 1919년에 유럽으로 가서 1921년에 귀국, 대학 예비교의 벽화를 그리려고 시도하였으나 미완성으로 그쳤다. 그 후는 리베라, 오로스코 등과 함께 벽화의 제작에 종사하였는데 그런 가운데에서도 과격한 정치운동으로 종종 투옥당하는 신세가 되었고, 미국에서 공공건물에 정치사상을 표현한 이유로 국외 추방의 처분을 받았다. 1932년에는 몬테비데오와 부에노스아이레스에서, 1934년에는 브라질에서 제작을 하였다.

## 같이 보기
- 멕시코의 미술

## 참고 문헌
- 이 문서에는 다음커뮤니케이션(현 카카오)에서 GFDL 또는 CC-SA 라이선스로 배포한 글로벌 세계대백과사전의 내용을 기초로 작성된 글이 포함되어 있습니다.